# Акапулько-де-Хуарес (аэропорт)
Международный аэропорт имени генерала Хуана Н. Альвареса (исп. General Juan N. Álvarez International Airport) (ИАТА: ACA, ИКАО: MMAA), также известный как Международный аэропорт Акапулько — коммерческий гражданский аэропорт, расположенный в 26 километрах к юго-востоку от города Акапулько-де-Хуарес, штат Герреро, Мексика.
В 2008 года аэропорт обслужил 1.088.000 пассажиров, что на 2,9 % больше предыдущего 2007 года. Акапулько входит в список пятнадцати важнейших аэропортов Мексики и играет важнейшую роль в развитии туристического бизнеса в южной части страны, обеспечивая транзит внутренних и международных пассажиров на юге тихоокеанского побережья.
Основной пассажирооборот аэропорта составляют рейсы в Международный аэропорт имени Бенито Хуареса столицы страны Мехико, а также маршруты в города Соединённых Штатов Америки и Канады. С увеличением и развитием туристической индустрии Мексики Акапулько рассматривается в качестве будущего крупного транспортного узла пассажирских перевозок и уже сегодня сертифицирован под приём и обслуживание самолётов класса Boeing-747.

## Авиалинии и пункты назначения

### Внутренние перевозки
| Авиакомпания         | Направления      |
| -------------------- | ---------------- |
| Aeromar              | Мехико, Керетаро |
| Aeroméxico           | Мехико           |
| Aeroméxico Connect   | Мехико           |
| Aviacsa              | Мехико           |
| Interjet             | Толука           |
| Magnicharters        | Монтеррей        |
| Mexicana de Aviación | Мехико           |
| Viva Aerobus         | Монтеррей        |
| Volaris              | Тихуана          |

### Международные линии
| Авиакомпания                                        | Направления                                   |
| --------------------------------------------------- | --------------------------------------------- |
| American Airlines                                   | Чикаго (О’Хара), Даллас/Форт-Уэрт (сезонный)  |
| Air Transat                                         | Монреаль/Трюдо (сезонный)                     |
| Continental Airlines                                | Хьюстон (Интерконтинентал), Ньюарк (сезонный) |
| Continental Express выполняется ExpressJet Airlines | Хьюстон (Интерконтинентал)                    |
| Delta Air Lines                                     | Атланта, Лос-Анджелес (сезонный)              |
| Northwest Airlines                                  | Миннеаполис/Сент-Пол (сезонный)               |
| Sunwing Airlines                                    | Монреаль (Трюдо), Торонто (Пирсон) (сезонный) |
| US Airways                                          | Финикс                                        |

### Международные чартеры
| Авиакомпания                     | Направления                                                             |
| -------------------------------- | ----------------------------------------------------------------------- |
| Skyservice                       | Калгари, Эдмонтон, Торонто (Пирсон) (сезонный)                          |
| Thomson Airways                  | Бирмингем (Великобритания), Манчестер (Великобритания), Лондон (Гатвик) |
| Thomson Airways круизные чартеры | Борнмут (Великобритания), Майами, Орландо                               |